# Lukavac (Szalatnok)
Lukavac falu Horvátországban Verőce-Drávamente megyében. Közigazgatásilag Szalatnokhoz tartozik.

## Fekvése
Verőcétől légvonalban 25, közúton 33 km-re délkeletre, községközpontjától 6 km-re délnyugatra, Nyugat-Szlavóniában, a Papuk-hegység északi lejtőin, a Lukavac-patak völgyében fekszik.

## Története
A mai falu feltehetően a török uralom idején keletkezett, amikor a 17. században Boszniából pravoszláv szerbeket telepítettek ide. A Pozsegai szandzsákhoz tartozott. Lakossága a térség 1684-ben történt a török uralom alóli felszabadítása idején is megmaradt.
Az első katonai felmérés térképén „Dorf Lukavacz” néven találjuk. Lipszky János 1808-ban Budán kiadott repertóriumában „Lukavacz” néven szerepel. Nagy Lajos 1829-ben kiadott művében „Lukavacz” néven 64 házzal, 384 ortodox vallású lakossal szerepel.
Verőce vármegye Szalatnoki járásának része volt. 1857-ben 262, 1910-ben 460 lakosa volt. Iskoláját 1907-ben építették és még abban az évben meg is kezdődött az oktatás. 1910-ben a népszámlálás adatai szerint lakosságának 73%-a szerb, 15%-a horvát, 11%-a német anyanyelvű volt. Az I. világháború után 1918-ban az új szerb-horvát-szlovén állam, majd később (1929-ben) Jugoszlávia része lett. 1991-ben lakosságának 91%-a szerb, 6%-a horvát nemzetiségű volt. 2011-ben a településnek 99 lakosa volt.

## Lakossága
| Lakosság változása | Lakosság változása | Lakosság változása | Lakosság változása | Lakosság változása | Lakosság változása | Lakosság változása | Lakosság változása | Lakosság változása | Lakosság változása | Lakosság változása | Lakosság változása | Lakosság változása | Lakosság változása | Lakosság változása | Lakosság változása |
| ------------------ | ------------------ | ------------------ | ------------------ | ------------------ | ------------------ | ------------------ | ------------------ | ------------------ | ------------------ | ------------------ | ------------------ | ------------------ | ------------------ | ------------------ | ------------------ |
| 1857               | 1869               | 1880               | 1890               | 1900               | 1910               | 1921               | 1931               | 1948               | 1953               | 1961               | 1971               | 1981               | 1991               | 2001               | 2011               |
| 262                | 366                | 355                | 411                | 365                | 460                | 402                | 471                | 339                | 335                | 289                | 186                | 142                | 102                | 99                 | 99                 |

## Nevezetességei
Szent Péter és Pál apostolok tiszteletére szentelt pravoszláv harangtornya a falu közepén a főutca nyugati oldalán áll. Nagyon rossz állapotban van.